# 磯谷祐維
磯谷 祐維（いそや ゆい、2003年1月15日 - ）は、将棋の女流棋士。LPSA番号は23。岐阜県各務原市出身。山崎隆之九段門下。国士舘大学中退。

## 棋歴

### 女流棋士になるまで
小学3年で将棋を始める。
翌2012年に東海研修会に入会（F2クラス）、2016年7月にはB2クラスまで昇級。
2017年9月に奨励会に6級で入会するも、2018年7月に成績不振のため奨励会を退会。翌年、再度奨励会試験を受けるも不合格となる。以降、アマチュアとして活動する。
2023年2月、関東研修会にC1クラスで再入会、同2023年4月にB2クラス昇級、同2023年8月に規定対局数48局の条件を満たし、女流2級の資格を得る。
アマチュア参加可能の女流棋戦においては、2022年のYAMADA女流チャレンジ杯ではアマチュアながらベスト4入り。また、2020年、2023年のマイナビ女子オープンでは二度の本戦入り。二度目の第17期マイナビ女子オープンではチャレンジマッチ・予選をアマとして勝ち進み、本戦進出決定後にプロ入りすることになった。
女流アマ棋戦では、2021年、2022年の女流アマ名人戦2連覇。また、2018年、2019年、2022年の女子アマ王位戦では2連覇を含む優勝3回。
学生アマ棋戦では、2022年1月の第42回全日本学生将棋女流名人戦(2021年度)で優勝。
アマチュア・奨励会員時代の戦績
女流棋戦
- 2017年：第7期女流王座戦 二次予選進出
- 2017年：第11期マイナビ女子オープン 予選2回戦進出
- 2018年：第8期女流王座戦 二次予選進出（当時・奨励会員。敗退後に退会）
- 2019年：第27期倉敷藤花戦 2回戦進出（ベスト64／本項の以降アマチュア）
- 2019年：第13期マイナビ女子オープン 本戦進出（ベスト16）
- 2020年：第28期倉敷藤花戦 2回戦進出（ベスト32）
- 2020年：第14期マイナビ女子オープン 予選決勝進出
- 2022年：第30期倉敷藤花戦 2回戦進出（ベスト64）
- 2022年：第7回YAMADA女流チャレンジ杯 ベスト4
- 2023年：第45期女流王将戦 予選2回戦進出
- 2023年：第17期マイナビ女子オープン 本戦進出（本戦以降はプロ入り後）
- 2023年：第31期倉敷藤花戦 2回戦進出（ベスト64）
- 2023年：第8回YAMADA女流チャレンジ杯 ベスト8進出（準々決勝以降はプロ入り後）

アマチュア棋戦
- 2015年：第7回中学生女子将棋名人戦全国大会 優勝
- 2018年：第11回女子アマ王位戦 優勝（初優勝当時は中部大学春日丘高校1年）
- 2019年：第12回女子アマ王位戦 優勝（2年連続）
- 2021年：第53期女流アマ名人戦 優勝
- 2022年：第42回全日本学生将棋女流名人戦 優勝
- 2022年：第15回女子アマ王位戦 優勝（3年ぶり3回目）
- 2022年：第54期女流アマ名人戦 優勝（2年連続）
- 2023年：第44回全国アマ将棋レーティング選手権 3位

### 女流棋士として
2023年9月1日付で日本女子プロ将棋協会（LPSA）所属の女流2級となった。
アマチュアとして出場した第8回YAMADA女流チャレンジ杯では、3回戦勝利後にプロ入りし準々決勝から女流2級、決勝進出により女流1級に昇級。決勝戦で野原未蘭女流初段に勝利し女流棋戦初優勝。「YAMADA女流チャレンジ杯優勝」の昇段規定を満たして女流初段に昇段。棋戦進行中にアマチュアから女流初段まで一気に駆け上がる成果を挙げた。

## 人物
- 日本女子プロ将棋協会への所属を決めたのは「例えば髪色が奇抜でも認めてもらえ、より自分らしく活動できると考えたから」と話す[25]。
- 同じく日本女子プロ将棋協会所属の礒谷真帆と苗字が似ているが、そちらは苗字の読みが「いそたに」で異なり、「いそ」の漢字も異なっている。しかし、日本将棋連盟の公式サイトなどでは、明確に区別するため、苗字のみの表記の場合は磯谷を「磯谷祐」、礒谷を「礒谷真」と表記する場合がある[26]。
- 棋士の高田明浩とは同じ各務原市鵜沼地区に住んでいたこともあり、将棋大会でも対戦があった[27][28]。
- 2019年の奨励会試験で同い年の大島綾華に5回の千日手の末[29]、敗れて不合格になっていて、2024年の第14期女流王座戦の一次予選で大島に勝ったことについて同年のインタビューで「その時の借りを返せたように思います」とコメントした。また、同年の大島のタイトル挑戦について「悔しい気持ちがありました」とコメントした[30]。

## 昇段・昇級履歴
研修会・奨励会
- 研修会（東海研修会）

- 2012年04月00日 - 東海研修会 入会（F2クラス）[8]
- 2016年07月00日 - 東海研修会B2クラス昇級[9]

- 奨励会（関西奨励会）

- 2017年09月00日 - 関西奨励会 入会（6級、試験合格）
- 2018年03月00日 - 関西奨励会 7級（降級）
- 2018年07月00日 - 関西奨励会 退会（7級から降級）

- 研修会（関東研修会）

- 2023年02月00日 - 関東研修会 再入会（C1クラス）[12]
- 2023年04月00日 - 関東研修会B2クラス昇級 [12]

女流棋士
- 2023年09月01日 - 女流2級（プロ入り）[1]
- 2023年11月17日 - 女流1級（YAMADA女流チャレンジ杯決勝進出、女流通算5勝2敗）[31][32]
- 2024年01月03日 - 女流初段（YAMADA女流チャレンジ杯優勝、女流通算9勝3敗）[24][33][34][35]

## 主な成績

### 棋戦優勝
- YAMADA女流チャレンジ杯 - 1回（第8回=2023年度）[36]

### 女流棋戦別成績
| 女流タイトル戦         |                                                                                       |
| - 白玲戦・女流順位戦   | - 0第5期 D級7位 ／ 過去最高：D級（6勝・序列36位、0第4期）                             |
| - 清麗戦               | - 0第7期 予選敗退（2勝、再挑戦3勝） ／ 過去最高：予選（4勝、再挑戦2勝、第6期）        |
| - マイナビ女子オープン | - 第18期 予選敗退（0勝） ／ 過去最高：本戦（0勝、第17期）                             |
| - 女流王座戦           | - 第15期 二次予選から出場 ／ 過去最高：本戦（1勝、第14期）                            |
| - 女流名人戦           | - 第52期 予選敗退（3勝） ／ 過去最高：予選（3勝、第52期）                             |
| - 女流王位戦           | - 第36期 予選敗退（1勝） ／ 過去最高：予選（1勝、第36期）                             |
| - 女流王将戦           | - 第47期 予選敗退（0勝） ／ 過去最高：予選（1勝、第46期）                             |
| - 倉敷藤花戦           | - 第33期 進行中（1勝0敗） ／ 過去最高：1勝（第27期・28・30・第31期=いずれもアマ当時） |

| 女流一般棋戦              |                           |
| - YAMADA女流チャレンジ杯0 | - 過去最高：優勝（第8回） |

### 年度別成績
| 2017年度                                         | 5      | 3    | 2    |        | [ 37 ] [ 38 ] |              |              |              |              |              |
| 2018年度                                         | 3      | 2    | 1    |        | [ 39 ]        |              |              |              |              |              |
| 2019年度                                         | 6      | 4    | 2    |        | [ 40 ]        |              |              |              |              |              |
| 2020年度                                         | 4      | 2    | 2    |        | [ 41 ] [ 42 ] |              |              |              |              |              |
| 2021年度                                         | 1      | 1    | 0    |        | [ 43 ]        |              |              |              |              |              |
| 2022年度                                         | 8      | 5    | 3    |        | [ 44 ]        |              |              |              |              |              |
| 2023年度                                         | 6      | 4    | 2    |        | [ 45 ]        |              |              |              |              |              |
| 合計                                             | 33     | 21   | 12   |        |               |              |              |              |              |              |
| 以上のプロ入り前の記録は女流通算成績に含めない。 |        |      |      |        |               |              |              |              |              |              |
| 女流棋士成績                                     |        |      |      |        |               |              |              |              |              |              |
| 年度                                             | 対局数 | 勝数 | 負数 | 勝率   | (出典)        | 女流通算成績 | 女流通算成績 | 女流通算成績 | 女流通算成績 | 女流通算成績 |
| 2023年度                                         | 19     | 12   | 7    | 0.6315 | [ 46 ]        | 対局数       | 勝数         | 負数         | 勝率         | (出典)       |
| 2024年度                                         | 29     | 22   | 7    | 0.7586 | [ 47 ]        | 48           | 34           | 14           | 0.7083       | [ 48 ]       |
| 通算                                             | 48     | 34   | 14   | 0.7083 | [ 48 ]        |              |              |              |              |              |
| 2024年度まで                                     |        |      |      |        |               |              |              |              |              |              |

## 著作
- 実戦で学ぶ対振り右玉の勝ち方（2024年5月16日、マイナビ出版）ISBN 978-4839986285